# Heinz Roemheld
Heinz Eric Roemheld (Milwaukee, 1 mei 1901 – Huntington Beach, 11 februari 1985) was een Amerikaans componist van filmmuziek.

## Levensloop
Roemheld werd geboren in een muzikaal apothekersgezin in Milwaukee. Op 19-jarige leeftijd brak hij zijn muziekstudie af en ging spelen in schouwburgen om een opleiding in Duitsland te kunnen financieren. Vanaf 1920 ging hij studeren aan Duitse conservatoria. Zijn eerste optreden als pianist maakte hij in 1922 bij het Berliner Philharmoniker. Van 1922 tot 1926 was hij als componist werkzaam voor verschillende Duitse filmmaatschappijen. Destijds werkte hij vaak samen met de componist Franz Waxman. In 1929 keerde hij terug naar de Verenigde Staten. Daar werd hij als componist en arrangeur in dienst genomen door de filmstudio Universal. In 1942 won hij een Oscar voor zijn muziek bij de film The Strawberry Blonde van Raoul Walsh. Het jaar daarop won Roemheld de prijs opnieuw voor zijn muziek bij de film Yankee Doodle Dandy van Michael Curtiz. Tijdens zijn 30-jarige loopbaan werkte hij mee aan 250 films.
Roemheld stierf in 1985 aan een longontsteking in een herstellingsoord in Californië.

## Filmografie (selectie)
- 1930: All Quiet on the Western Front
- 1933: The Invisible Man
- 1934: Flirtation Walk
- 1934: Fashions of 1934
- 1934: Housewife
- 1934: The Black Cat
- 1934: Imitation of Life
- 1934: Mandalay
- 1934: British Agent
- 1935: I Found Stella Parish
- 1935: Living on Velvet
- 1935: Peter Ibbetson
- 1935: Stranded
- 1935: Private Worlds
- 1935: The Girl from 10th Avenue
- 1935: Front Page Woman
- 1935: The Devil Is a Woman
- 1936: Dracula's Daughter
- 1936: Three Smart Girls
- 1937: It's Love I'm After
- 1937: Stolen Holiday
- 1937: Marked Woman
- 1938: Four's a Crowd
- 1942: Yankee Doodle Dandy
- 1942: Gentleman Jim
- 1945: Wonder Man
- 1947: The Lady from Shanghai
- 1948: On Our Merry Way
- 1950: Rogues of Sherwood Forest
- 1950: Union Station
- 1952: The Big Trees
- 1952: Ruby Gentry
- 1955: Female on the Beach
- 1957: The Tall T
- 1959: Ride Lonesome